# 구 인천 일본 제1은행 지점
구 인천 일본 제1은행 지점(舊仁川日本第一銀行支店)은 대한민국 인천광역시에 위치한, 일본 제일은행의 지점으로 쓰이던 건물이다.

## 개요
일본의 제일은행의 지점으로 쓰기 위해 고종 광무 3년(1899)에 지은 석조건물이다. 일본인 니이노미 다카마사가 설계한 건물로 모래, 자갈, 석회를 제외한 나머지의 모든 건축 재료를 일본에서 직접 가져와 만들었다.
현관은 반원의 곡선형으로 중앙에 만들었는데 그 위로 르네상스풍의 작은 돔을 올려서 좌우대칭으로 꾸몄다. 바깥벽은 화강암을 다듬어 쌓았고 지붕의 꼭대기 부분인 용마루에는 장식창이 있었으나 지금은 없다. 중앙 돔의 양옆에 있는 작은 탑은 나중에 첨가된 것으로 보이는데, 전체적으로 후기 르네상스 양식을 본떠서 단순화한 건물이다.
1982년 3월 2일에 인천광역시 유형문화재 제7호로 지정되었다.
2010년부터 인천개항박물관으로 쓰인다.

## 참고 문헌
- 구)인천일본제1은행지점 - 국가유산청 국가유산포털